# Le Meurtre de Vénus
Albums de Les Shades
5 sur 5
Le Meurtre de Vénus est le premier album du groupe de rock français Les Shades, sorti en mars 2008 et écrit par Benjamin Kerber. 

## Liste des titres
| No  | Titre                         | Durée |
| --- | ----------------------------- | ----- |
| 1.  | À l'aube                      | 0:51  |
| 2.  | Vénus (Je ne te lâcherai pas) | 3:10  |
| 3.  | De marbre                     | 3:40  |
| 4.  | L'Enfant prodige              | 2:51  |
| 5.  | Judie (Ne t'en va pas)        | 3:02  |
| 6.  | Orage mécanique               | 2:56  |
| 7.  | Machination                   | 4:23  |
| 8.  | Le Prix à payer               | 2:47  |
| 9.  | La Détente                    | 4:40  |
| 10. | Le temps presse               | 4:39  |
| 11. | Les Yeux fermés               | 3:14  |
| 12. | Au crépuscule                 | 3:30  |

| 13. | Hard to Explain (reprise de The Strokes) | 3:49 |
| 14. | Au crépuscule (Redlich Mix)              | 3:11 |
| 15. | Vénus (Redlich Mix)                      | 2:54 |

## Pochette
La pochette de l'album a été dessinée par Sen-Yattanoël Yansane-Lavenir,.